# 875
875 (DCCCLXIX) var ett normalår som började en lördag i den julianska kalendern.

## Händelser

### April
- April – Den frost i Skottland som härjat sedan november 874 upphör.[1]

### Okänt datum
- Karl den skallige, Karl II, blir romersk kejsare.
- Abdul Qasim 'Abbas ibn Firnas glidflyger från ett murkrön ned i en andulusisk dal i Spanien, nära Córdoba.
- I den Aghlabidiska dynastin efterträds Muhammad II ibn Ahmad av Ibrahim II ibn Ahmad.
- En arabisk flotta plundrar Comacchio.

## Födda
- Fujiwara no Nakahira, japansk statsman, hovman och politiker.

## Avlidna
- 12 augusti – Ludvig II, kung av Italien sedan 839 och romersk kejsare sedan 855

### Fotnoter
1. ↑  Stratton, J.M. (1969). Agricultural Records. John Baker. ISBN 0-212-97022-4